# Quidquid id est, timeo Danaos et dona ferentes
Quidquid id est, timeo Danaos et dona ferentes лат. (изговор: квидквид ид ест тимео Данаос ет дона ферентес). Шта год да је то, бојим се Данајаца (Грка) и  кад дарове носе.  У скраћеном облику: „Пази се данајских дарова!“ Лаокоон.

## Поријекло изреке
Према римском пјеснику Вергилију те је ријечи изговорио  тројански свештеник Лаокоон као упозорење Тројанцима да буду опрезни с коњем кога су Грци оставили као дар.

## Данашње значење
Данас се ова изрека употребљава у општем смислу када се жели  указати на опасност која се крије иза нечије претјеране љубазности и дарежљивости.